# 希特拉青年團
希特勒青年團（縮寫为 ）是1922年至1945年間由德國納粹黨設立的青年组织。这是纳粹党在衝鋒隊成立一年后設立的第2個准军事組織。1933年后推行至全国，并成为该时期纳粹德国唯一的青年组织，成员人数达870萬人，占当时德国青年的98%。
希特勒青年团按年龄和性别下分为3个组织，其构成主体为14到18岁的男性青年。10到14岁的男孩加入其附属的德国少年团、14岁后加入希特勒青年团。10到14岁的女孩加入其附属的青少女联盟、14岁后加入德国少女联盟。
二战结束后，希特勒青年团停止活动。1945年10月10日《盟国管制理事会第2号法令》将希特勒青年团及其他纳粹党附属组织解散并宣布为非法。德意志联邦共和国在《德国刑法典》第86条中将其划为违宪组织，并禁止其符号和象征的使用。

## 历史

### 起源

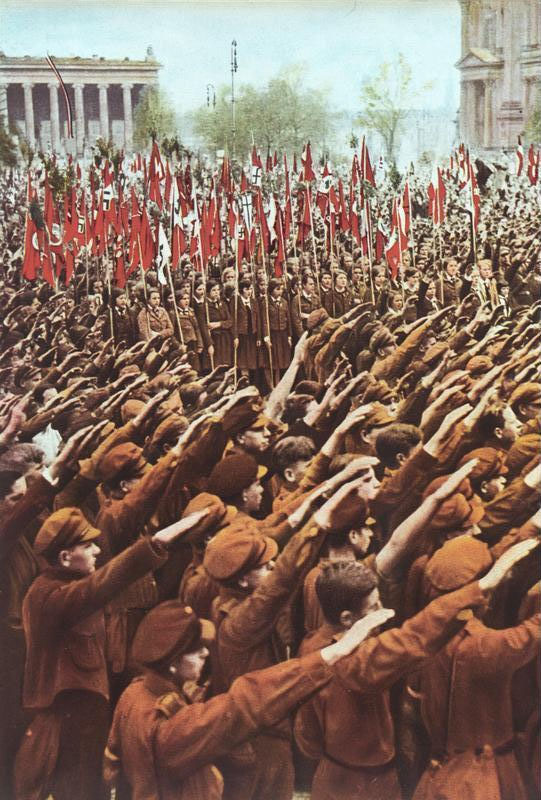
1933年希特拉青年團成员在柏林欢呼致意

纳粹党成立的第一个青年组织是國家社會主義德意志勞工黨青年團（Jugendbund der NSDAP），1922年3月8日在《人民观察家报》上宣布成立，并在当年的5月13日举行了成立仪式。在1924年4月德意志社会主义工人党少年团被重新命名为大德意志青年运动（Grossdeutsche Jugendbewegung）。
另一个青年组织是1922年創立的阿道夫·希特勒少年衝鋒隊（Jungsturm Adolf Hitler）。組織以巴利亞州慕尼黑為基地，為衝鋒隊招募新隊員。少年衝鋒隊於1923年啤酒館政變失敗後在表面上销声匿迹，但仍保持着地下活动，最终在纳粹党重组一年后，大德意志青年运动被正式命名为德意志劳动青年的希特勒青年团（Hitler Jugend Bund der deutschen Arbeiterjugend）。重建的主要负责人是庫爾特·格魯伯（Kurt Gruber），來自薩克森省普勞恩，是位非常仰慕希特勒的法律系學生。
希特勒青年團在1933年重建後重點為納粹黨招募年青黨員。1933年巴爾杜爾·馮·席拉赫成為首位希特勒青年團領袖（德語：Reichsjugendführer），他貢獻了大量時間、金錢和人力去擴張希特勒青年團的勢力。到了1930年希特勒青年團已經有超過25,000人，包括德國女青年聯盟（為14至18歲的少女而設）和德國少年團（為10至14歲的男女孩童而設）。到1936年，它变成了一个希望所有德国雅利安青年都参加的国家机构。

### 二戰期間

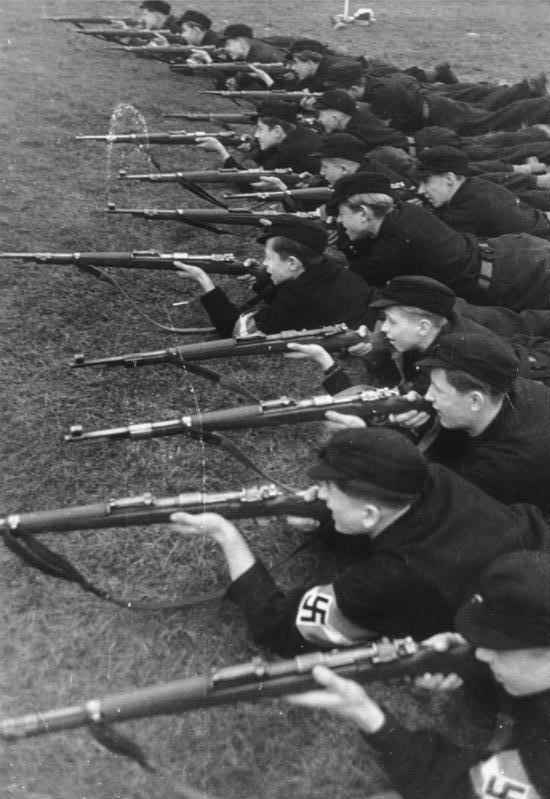
正在练习射击的青年團成员，1933年

1940年阿圖爾·阿克斯曼（Artur Axmann）取代馮·席拉赫成為希特拉青年團的領袖。阿克斯曼將青年團變成可以執行戰鬥任務的輔助軍。希特拉青年團也會參與帝國郵政局、德意志帝國鐵路、消防局、帝國電台和防空砲部隊的工作。
1943年納粹領導人開始把青年團變成後備軍去補充前線大量的傷亡。黨衛軍第12“希特勒青年團”裝甲師成軍，由黨衛軍旅隊長弗里茨·維特（Fritz Witt）少將率領，是一隊有完善裝備的黨衛軍裝甲師，骨幹以希特拉青年團16至18歲的團員組成。該師在諾曼第戰役中於卡昂北部對抗著英國和加拿大的部隊。接下來的數月第12希特勒青年團裝甲師以勇猛和狂熱而聞名。弗里茨·維特被盟軍艦砲擊斃，由黨衛軍旅隊長柯特·梅耶上校接任，他以年僅33歲之齡成為最年輕的師長。
東西線德軍傷亡非常慘重，青年團較年轻的團員都須要入伍。到1945年國民軍把12歲以上的團員徵召入伍。柏林戰役期間，希特勒青年團組成柏林最後一條防線。雖然柏林防衛司令官魏德林（Helmuth Weidling）將軍命令阿克斯曼解散青年團的戰鬥部隊，但信息混亂使指令未被執行。

### 二戰结束後
戰後，盟国管制理事会在1945年10月颁布第二号法令，希特勒青年团和其他纳粹党附属组织被解散。一些希特勒青年團團員被控告戰爭罪行；但是由於青年團主要由少年組成，盟軍當局都沒有起訴干犯戰爭罪行的團員。但希特拉青年團的成年領導層都被指荼毒德國青年，盟軍審判了大部份青年團領導，馮·席拉赫被判監20年。

## 政策

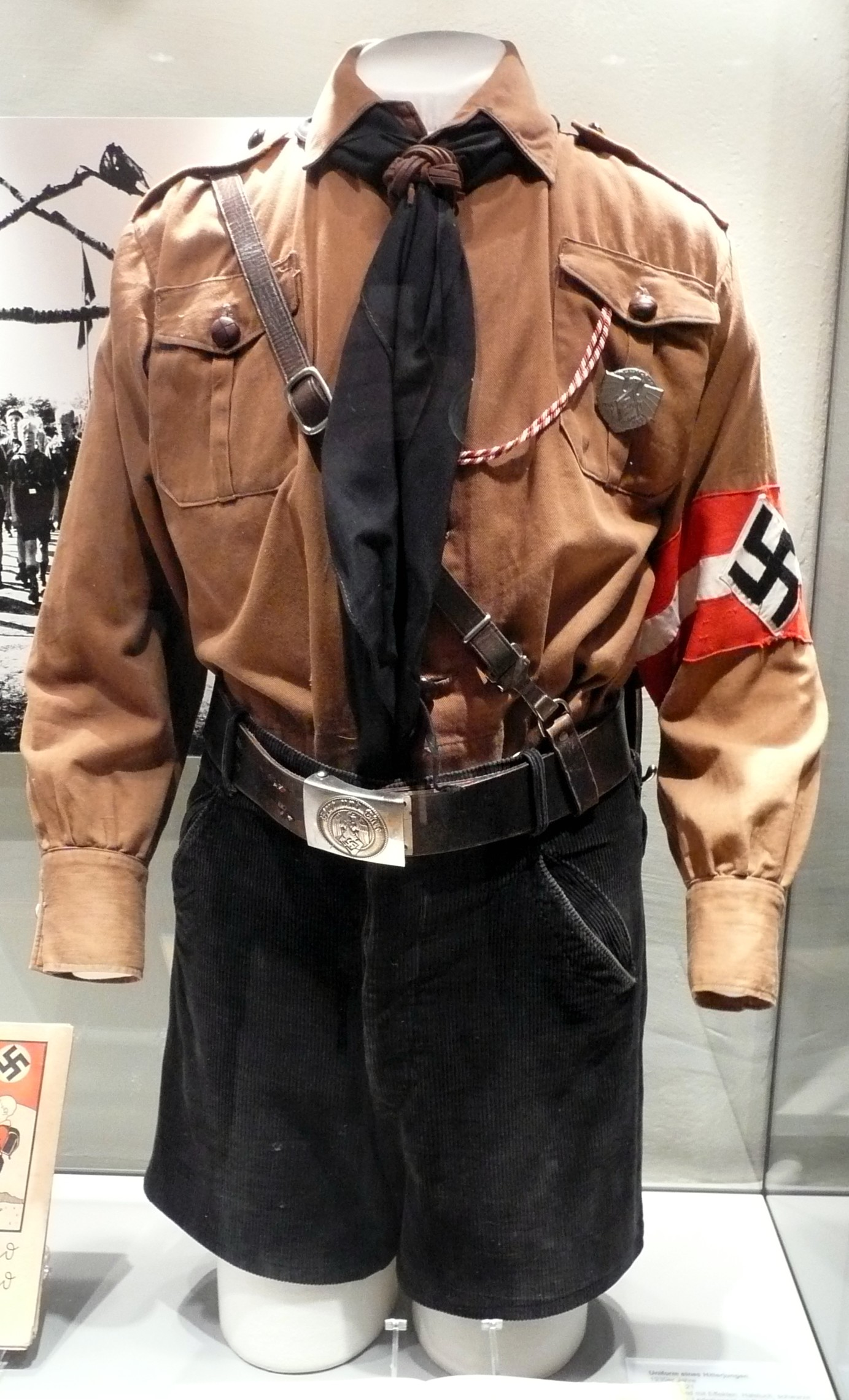
希特勒青年团的制服

希特拉青年團以訓練未來的“雅利安超人”和為第三帝國效忠的戰士為己任，較重視身體和軍事訓練，忽略學術和科學教育。青少年在希特拉青年團營地學習使用武器、軍事策略、加強身體能力和灌輸反猶太主義。取締德軍控制區的童子軍後，希特拉青年團改變了童子軍活動的內容和目的。年長的團員殘酷對待較年幼的團員都得到默許甚至鼓勵，他們認為這樣能夠汰除弱者和令團員更加堅強。
希特拉青年團的團員會穿上一套和納粹黨員差不多的制服，而青年團的軍階和徽章都和衝鋒隊相似。男隊員須要做的事包括：投擲手榴彈、在有刺鐵絲網下爬過、由高處跳入海中和攀過一些高障礙物。

## 組織
希特拉青年團由一個個兵團組成，每個團都由成人領袖帶領，一般團員都是14至18歲的男孩。1936年後，希特拉青年團變成一個強制性組織，所有年輕德國男性都要加入。青年團亦都為幾個納粹黨準軍事組織進行招募，其中黨衛隊在青年團內最受歡迎。青年團團員對於可以由黨衛隊授與一個“S”的標誌感到無上光榮。
希特拉青年團在社區中的基層組織每周都會進行集會，由成人領袖教導各式各樣的納粹主義。而地區領袖會舉行一些由數十個基層組織參與的大型集會和戰地演練。而德國各地的青年團團員每年都會到紐倫堡參加納粹黨週年大會。
希特拉青年團亦有一些訓練學校，專門培訓未來的納粹黨領袖，只有激進分子和對希特拉絕對忠誠的團員才能入讀。
希特勒青年团分为7个地区（Gebiet）：中部、北部、东部、南部、西部、奥地利地区、苏台德地区。下分为35个大区（Bann），组织结构如下：
| 等级              | 人数        | 德國少年團 10-14岁 | 希特勒青年團 14-18岁 | 青少女联盟 10-14岁 | 德國少女聯盟 14-18岁 |
| ----------------- | ----------- | ------------------ | -------------------- | ------------------ | -------------------- |
| 地区（20个分区）  | 12000-18000 | Gebiet             | Gebiet               | Obergau            | Obergau              |
| 大区（4-6个分区） | 2400-3600   | Bann               | Bann                 | Untergau           | Untergau             |
| 分区（3-5个分部） | 600-800     | Jungstamm          | Stamm                | Jungmädelring      | Mädelring            |
| 分部（4个支部）   | 150-190     | Fähnlein           | Gefolgschaft         | Jungmädelgruppe    | Mädelgruppe          |
| 支部（4个小组）   | 50-60       | Jungzug            | Schar                | Jungmädelschar     | Mädelschar           |
| 小组（10名成员）  | 10-15       | Jungenschaft       | Kameradschaft        | Jungmädelschaft    | Mädelschaft          |

## 階級
希特勒青年團仿照軍隊的方式，設計了制服及階級制度，其中國家青年領袖（德語：Reichsjugendführer）為青年團的最高領袖，是由指揮青年團的納粹黨員擔任，該階級在青年團存在的期間僅有兩人擔任過：第一位是巴爾杜爾·馮·希拉赫，而後是阿圖爾·阿克斯曼。
| 希特勒青年團階級徽章 | 希特勒青年團階級 | 對應的德國陸軍軍階                                                          | 通用軍階對應 |
| -------------------- | ---------------- | --------------------------------------------------------------------------- | ------------ |
|                      | 國家青年領袖     |                                                                             |              |
|                      | 國家青年領袖     | 陸軍元帥                                                                    | 元帥         |
|                      | 上級領導階級     |                                                                             |              |
|                      | 總務領袖         | 德國大將                                                                    | 上將         |
|                      | 上級區域領袖     | [General of the branch] 错误：{{Lang}}：无效参数：\|3=（帮助） 武裝部隊將軍 | 中將         |
|                      | 區域領袖         | 中將                                                                        | 少將         |
|                      | 總旗幟領袖       | 少將                                                                        | 准將         |
|                      | 領導階級         |                                                                             |              |
|                      | 上級旗幟領袖     | 無                                                                          | 無           |
|                      | 旗幟領袖         | 上校                                                                        | 上校         |
|                      | 上級單位領袖     | 中校                                                                        | 中校         |
|                      | 單位領袖         | 少校                                                                        | 少校         |
|                      | 上級領導         |                                                                             |              |
|                      | 總幹部單位領袖   | / 上尉／騎兵上尉                                                            | 上尉         |
|                      | 上級幹部單位領袖 | 中尉                                                                        | 中尉         |
|                      | 幹部單位領袖     | 少尉                                                                        | 少尉         |
|                      | 領導             |                                                                             |              |
|                      | 上級小隊領袖     | 上等軍士長                                                                  | 士官長       |
|                      | 小隊領袖         | 軍士長                                                                      | 上士         |
|                      | 上級同志領袖     | 下級軍士長                                                                  | 中士         |
|                      | 同志領袖         | 軍士                                                                        | 下士         |
|                      | 上級分隊領袖     | 上等豁免兵                                                                  | 上等兵       |
|                      | 分隊領袖         | 豁免兵                                                                      | 一等兵       |
|                      | 希特勒青年       |                                                                             |              |
|                      | 希特勒青年       | 士兵                                                                        | 二等兵       |
|                      | Source:          |                                                                             |              |

兵種色:
-  胭脂紅 (): 區域領袖及國家青年領袖階級
-  猩紅色 (): 上級領導階級
-  淺藍色 (): 希特勒青年團－飛行運輸兵 (Flieger-HJ)
-  粉紅色 (): 希特勒青年團－汽車運輸兵 (Motor-HJ)
-  黃色 (): 希特勒青年團－通訊兵 (Nachrichten-HJ)
-  綠色 (): 希特勒青年團－農業服務 (HJ-Landdienst)
-  白色 (): 國家社會黨教育機構
- 希特勒青年團－巡邏隊 (1943): (Hj-Streifendienst)
- 希特勒青年團－海軍： (Marine-HJ)
- 希特勒青年團－騎兵：(Reiter-HJ)
- 希特勒青年團－山區騎兵團：(HJ-Bergfahrtengruppen)
- 希特勒青年團－消防單位: (HJ-Ferwehrscharen)
- 希特勒青年團－戰地醫療: (HJ-Feldschere)
- 希特勒青年團－山地獵兵：(Gebirgsjäger-HJ)
- 德國女孩協會－負責醫療服務：(Bund Deutscher Mädel(BDM))

## 會員

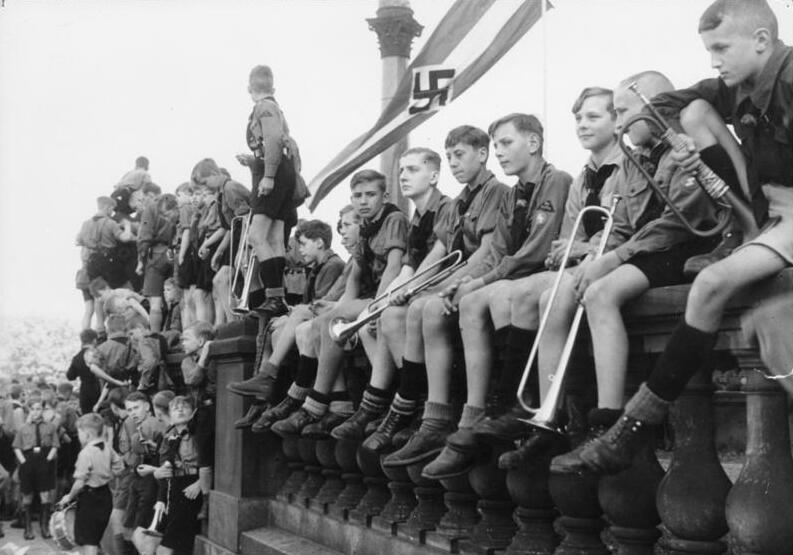
1933年5月1日柏林的青年團成员

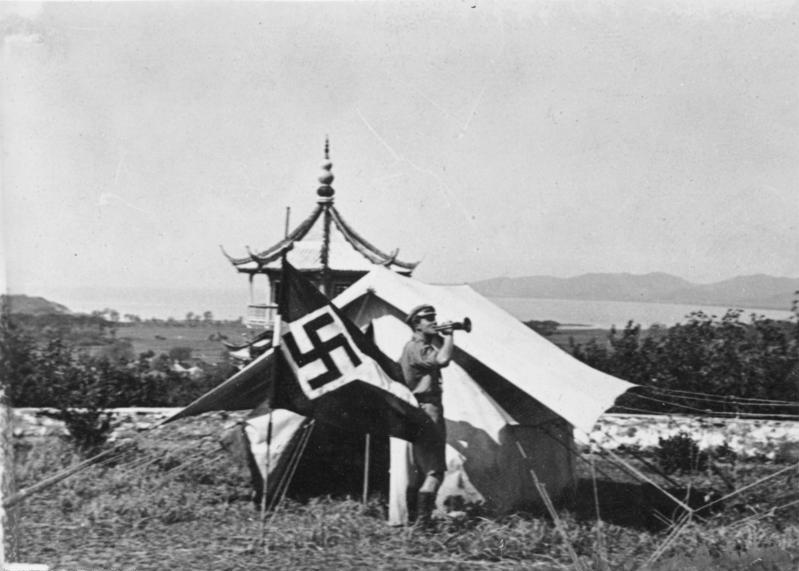
1935年在中华民国南京扎营的希特拉青年團成员

1923年團員仍然只局限在慕尼黑，當時只有1,000多人。到1925年，納粹黨復興，青年團團員增加到超過5,000人。5年後達到25,000人。1932年末，納粹黨上台前夕有107,956人。1933年末急增到2,300,000人，急增的原因是希特拉青年團合併了國內其他青年組織。
1936年12月，希特拉青年團團員已經有超過5,000,000人。同月希特拉青年團變成一個法例規定必須加入的組織，即使受到親人反對也必須加入。1940年過後達到8,000,000人的高峰。
1920年代和1930年代出生的德國人到了1960年代和1970年代冷戰時已經是成年人。東西德大部份的高級領導人都曾經是希特拉青年團的團員。
雖然希特拉青年團是一個強制團體，大部份團員都無選擇的情況下加入，但一些名人有著前希特拉青年團團員的背景，受到傳媒極為注意。如史特加市長曼佛雷德·隆美爾（德國元帥埃爾溫·隆美爾獨子）、前德國外交部長漢斯·迪特里希·根舍、奥地利作家托馬斯·伯恩哈德、荷蘭國王威廉-亞歷山大入贅的父親克勞斯·馮·阿姆斯博格，以及前教宗本篤十六世。2005年4月，傳媒揭露當時剛上台的教宗本篤十六世在14歲時曾經是希特拉青年團團員，此舉令德國政府震怒，指本篤十六世在二次大戰期間的行為與其宗教信仰和領導梵蒂岡的能力並無重大關係。而本篤十六世也曾大力批評希特拉在二次大戰時屠殺猶太人的暴行。
漢斯·紹爾和蘇菲·紹爾兄妹，是反納粹行動——“白玫瑰”的領導人物，亦是希特拉青年團的團員。在電影《白玫瑰》中敘述了紹爾兄妹以納粹份子身份反抗納粹德國的事蹟。後來在納粹政權覆亡後，德國當局開始紀念這兩位反抗納粹專政的義士。

## 象征
我们的旗帜在前方飘扬，
我们肩并肩向未来迈进，
为了希特勒，
在夜晚响应号召，
我们在青年团旗帜下，
为了自由和面包行军。
我们的旗帜在前方飘扬，
我们的旗帜是新时代的象征，
这旗帜带领我们走向永恒，
是的，这旗帜比生命更重要！
希特勒青年团的基本单位是大区（Bann），包含2400到3600名成员，为整个地区的单位，其中按每600人分为4个分区（Unterbann）。每个单位使用图案基本相同的旗帜，但旗帜上的编号不同。每面大区旗帜长200厘米，宽145厘米，绘有一只握有剑和锤子的普鲁士鹰，并在上方的条带标有大区编号。其中剑象征国家主义，锤子象征社会主义，这个标志来自1929年8月纽伦堡的纳粹党集会上希特勒青年团的第一面正式旗帜。
分区之下的分部（Gefolgschaft）大约150人，标志与青年团臂章相同。分部旗帜长180厘米，宽120厘米，按40厘米水平分成三个部分，中间绘有一个黑色万字。在左上角缝有一个分部编号，有时候也会按照所属分支不同改变其颜色。旗杆使用黑色的木杆，最上端放有一个刺刀柄。

希特勒青年团大区旗帜
希特勒青年团分部旗帜
鋼盔兩側的徽章

## 外部連結
- 希特拉青年團
- 世界的統治者：希特拉青年團 （页面存档备份，存于）